# Pallas de Velletri
La Pallas de Velletri est une statue de marbre antique représentant la déesse Athéna. Elle se trouve au Louvre à Paris.

## Historique
Cette statue est la copie d'une statue de bronze disparue, de l'ère hellénistique, sculptée sans doute vers 430 av. J.-C. par Crésilas. Des moules de plâtre de cette statue, de même dimension, ont été trouvés à Baïes dans les fouilles d'un atelier romain.
La statue du Louvre est la plus célèbre de ces copies. Elle représente la déesse Pallas Athéna, mesure 3,05 mètres de hauteur et a été découverte en 1797 dans les fouilles d'une villa romaine sous un vignoble de Velletri. 
Le sculpteur Vincenzo Pacetti (en) (1746-1820) en fait l'acquisition et la restaure en ajoutant le haut du casque, l'avant-bras droit tendu, les mains, une partie des pieds, et un bout du pallium. Il restaure aussi les serpents et polit la statue. Par la suite, il vend la statue aux autorités du Directoire qui la transportent à Rome. Elle est prise par les armées du royaume de Naples, lorsqu'elles occupent la Ville Éternelle en novembre et décembre 1798. La France la récupère au traité de Florence du 28 mars 1801, et elle est déposée en 1803 au Louvre, où elle se trouve toujours. Elle a été restaurée en 1992, puis en 2019-2020.

## Description

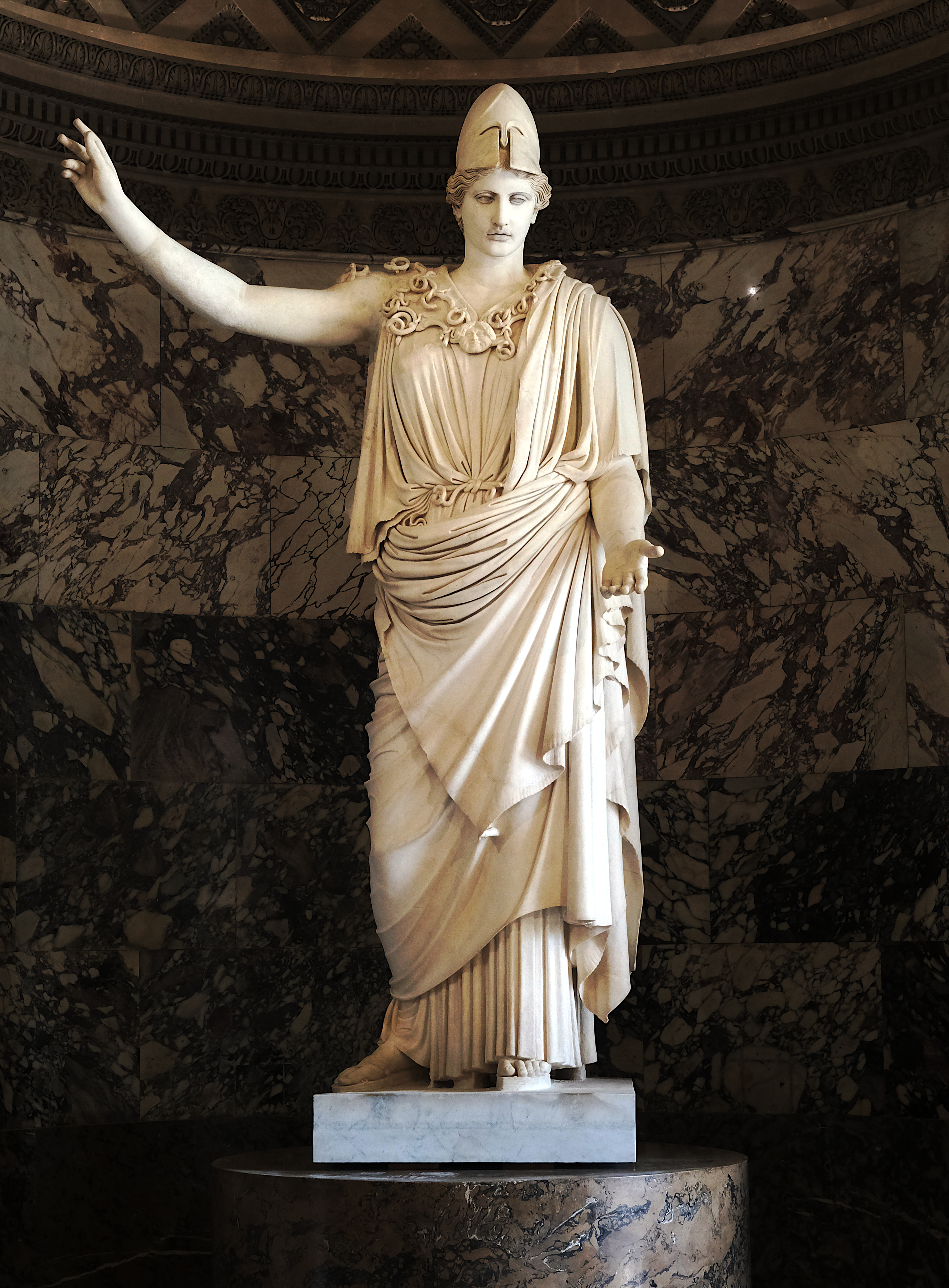
Autre vue.

La statue représente la déesse de la guerre Pallas Athéna. Mesurant 3,05 mètres de hauteur, la statue d'Athéna porte le casque et l'égide, ornée de la tête de la Gorgone, et est revêtue de l'himation (équivalent au pallium romain). Il y a des traces de couleur rouge sur les cheveux, autour des yeux et de la bouche de la statue, ce qui laisse supposer qu'elle était polychrome. Toutefois un prélèvement effectué en 1992 sous la paupière de l'œil droit a révélé la présence d'un composant qui n'apparaît dans les peintures qu'au début du XIXe siècle, ce qui fait douter de l'originalité de la polychromie, qui a été recouverte. Le marbre des parties antiques de la statue provient de Thasos.
Napoléon Bonaparte avait été fasciné lors de sa découverte en 1797. Il avait voulu absolument en garantir l'acquisition pour le Louvre. Elle s'était imposée à lui par ses symboles : déesse guerrière et déesse de la sagesse à la fois.  
La statue fait partie de l'exposition permanente du Louvre dans les salles Sully où, depuis juillet 2010, elle a remplacé la Melpomène dans la grande loge. La statue qui lui fait pendant à l'autre extrémité de la galerie est la Vénus de Milo.

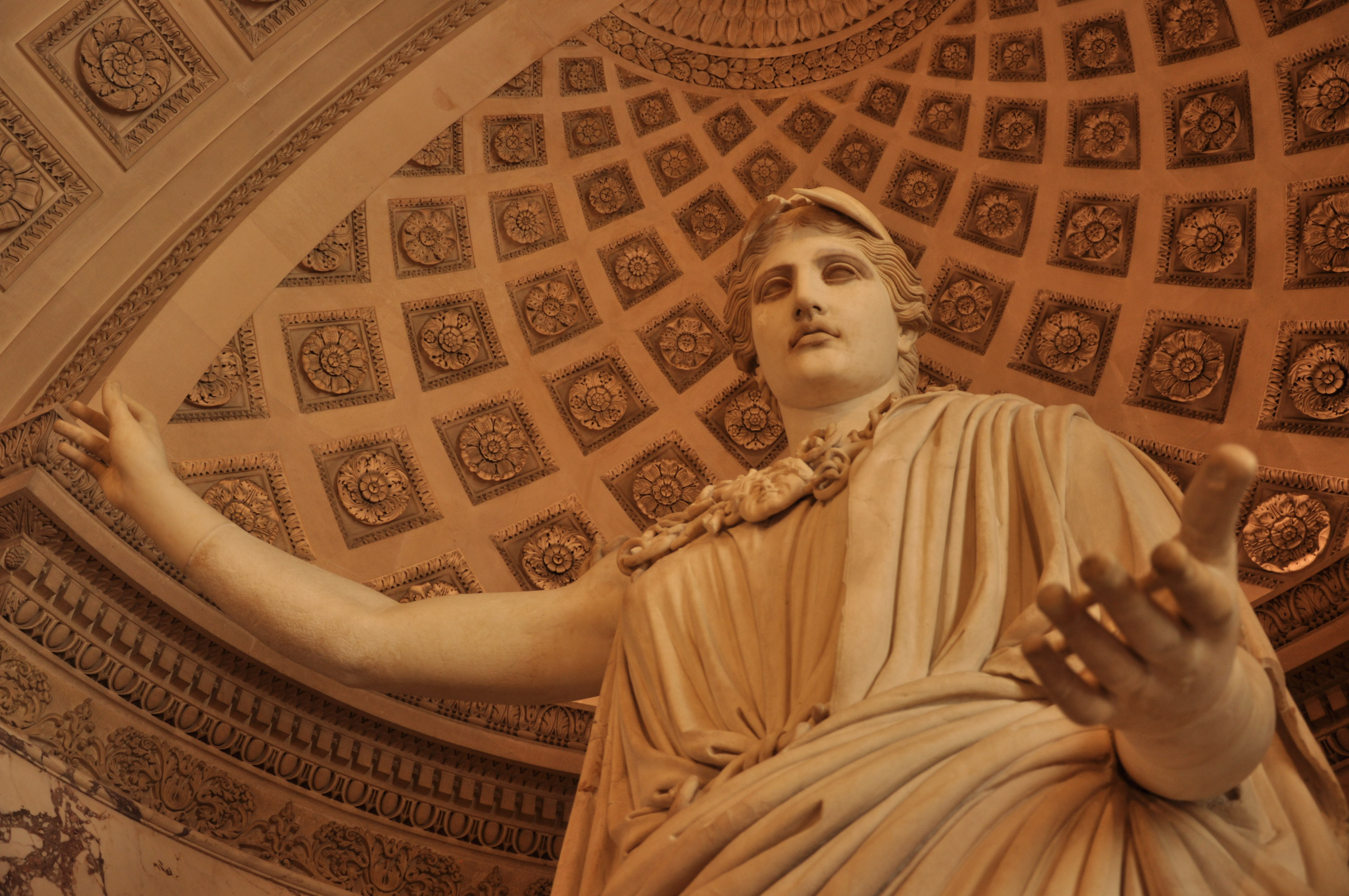
Détail de la statue, vue en contre-plongée.
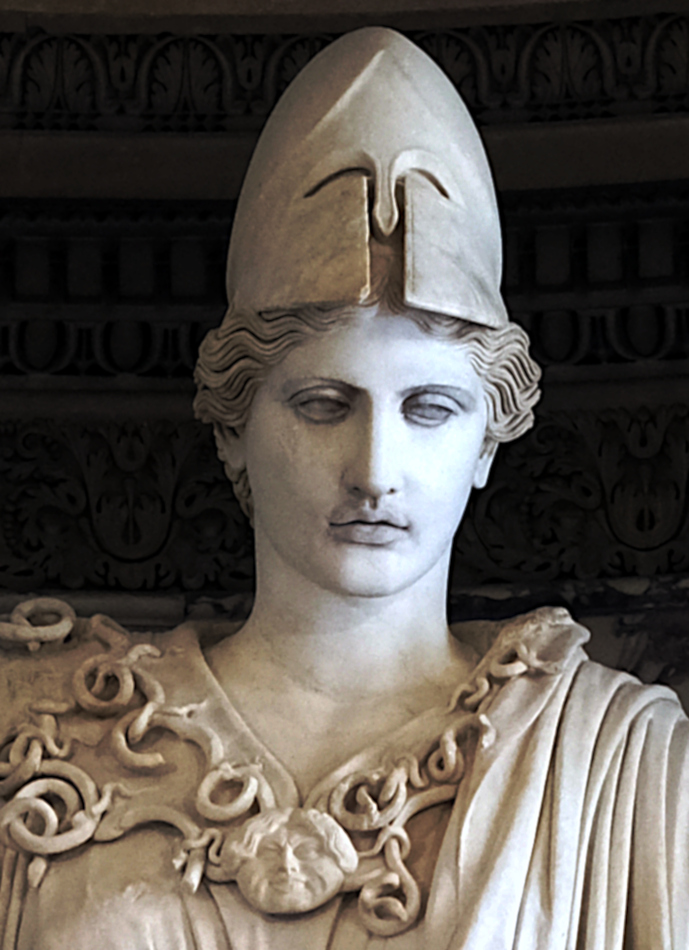
Détail du buste.

Une copie en plâtre de sa tête, réalisée par l'atelier de moulages du Musée du Louvre et acquis par la faculté des lettres de l'Université de Bordeaux aujourd'hui université Bordeaux Montaigne, présente des yeux cernés de peinture à l'occasion du mouvement étudiant de Mai 68 à Bordeaux.
Le musée de Grenoble possède une copie de 3,05 mètres de haut de cette statue, installée dans le vestibule du musée-bibliothèque de Grenoble en 1870 lors de son ouverture, puis transportée à une date indéterminée au lycée Vaucanson de Grenoble où elle est encore visible dans l'ancienne chapelle. Une statuette dérivée de cette statue est conservée au Musée Saint-Raymond de Toulouse.

## Galerie

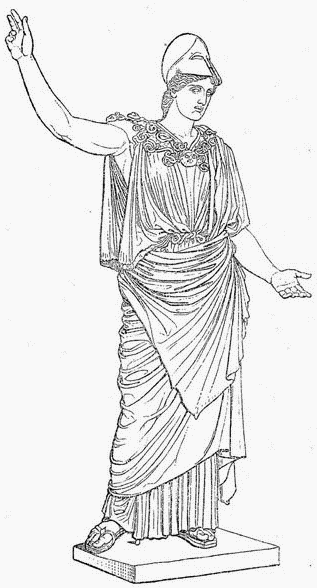
Dessin de la statue en pied
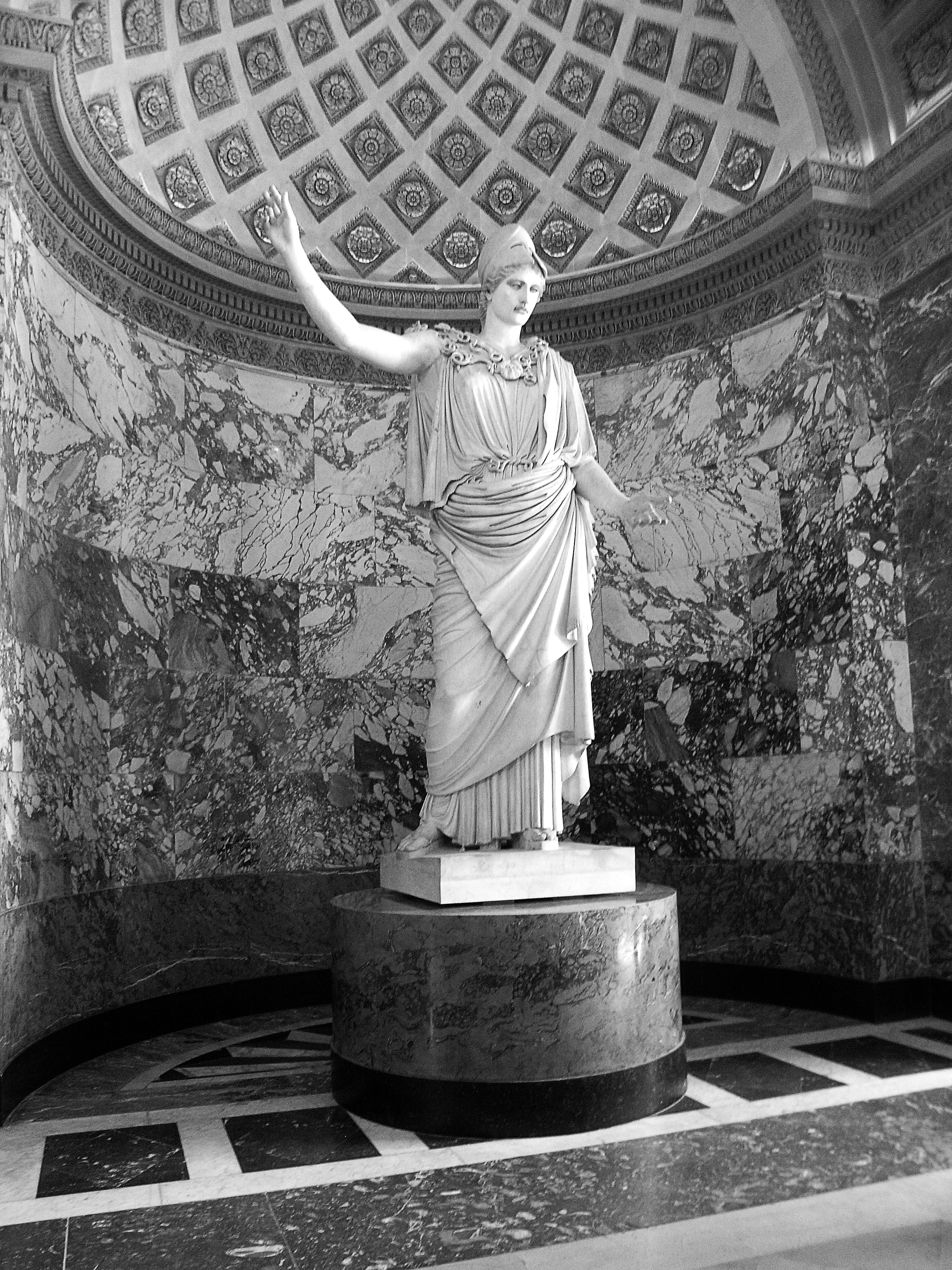
Athéna de Velletri (Louvre)
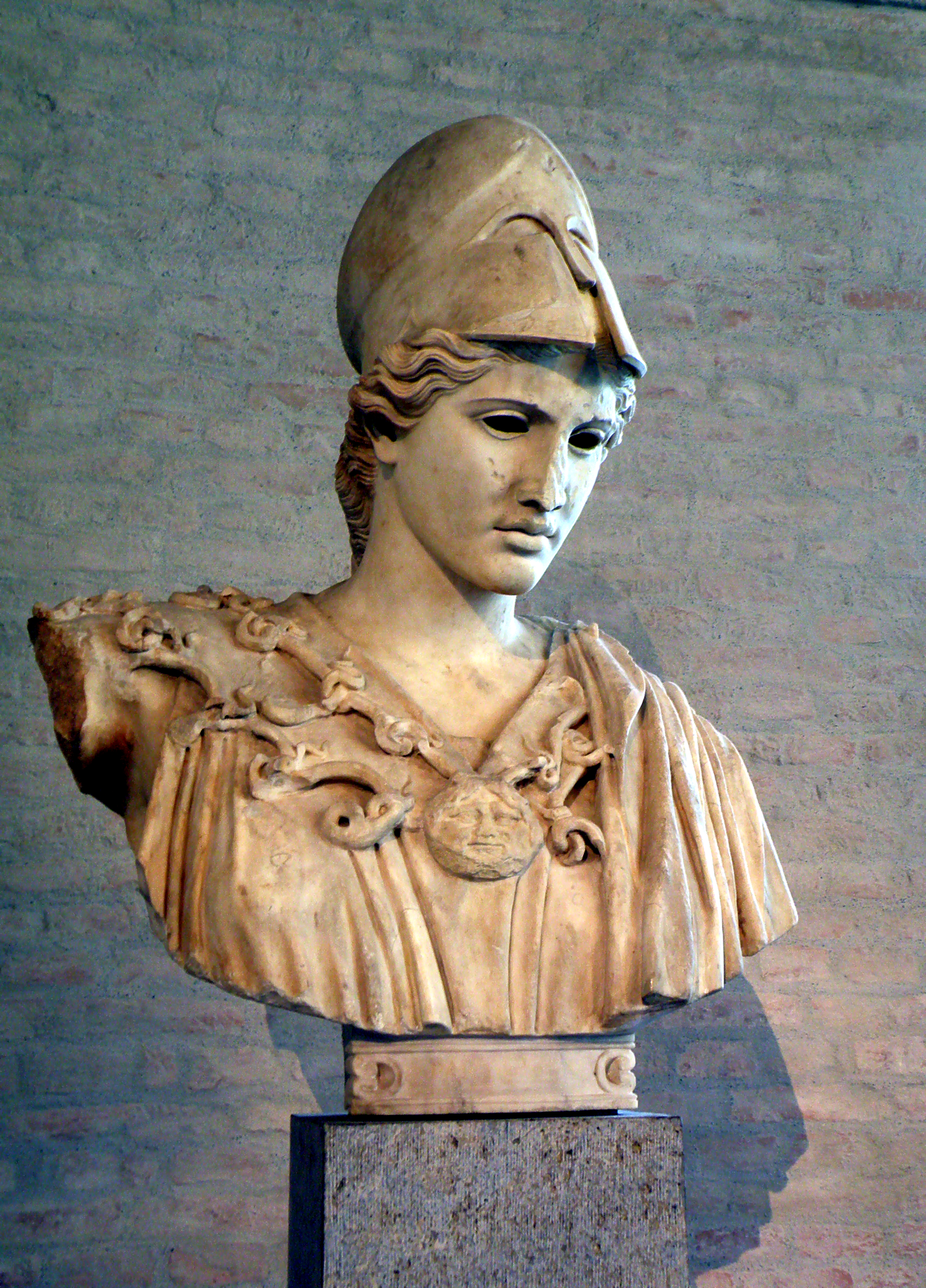
Autre buste relevant du type de la Pallas de Vellestri (Glyptothèque de Munich)
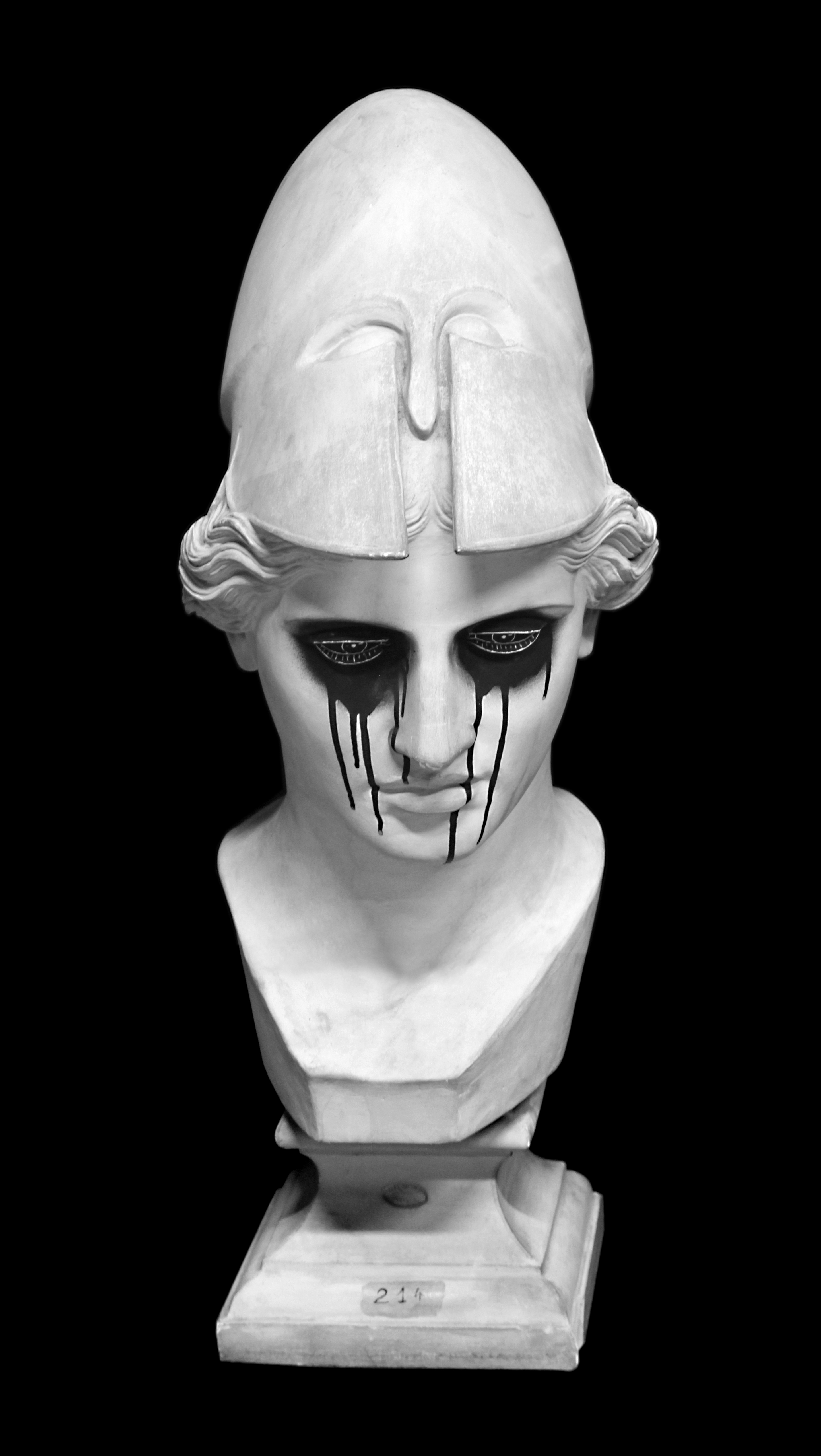
Copie en plâtre du buste aux yeux cernés de noir.

## Source
- (en) Cet article est partiellement ou en totalité issu de l’article de Wikipédia en anglais intitulé « Athena of Velletri » (voir la liste des auteurs).